# Медведево (Крым)
Медве́дево (до 1948 года Табулды́-Асс; укр. Медведеве, крымскотат. Tabuldı As, Табулды Ас) — село Черноморского района Республики Крым, центр Медведевского сельского поселения (согласно административно-территориальному делению Украины — Медведевского сельсовета Автономной Республики Крым).

## Население
| 2001 | 2014  |
| ---- | ----- |
| 2060 | ↘1707 |

Всеукраинская перепись 2001 года показала следующее распределение по носителям языка
| Язык             | Процент |
| ---------------- | ------- |
| русский          | 71.1    |
| крымскотатарский | 15.03   |
| украинский       | 11.93   |
| другие           | 0.44    |

### Динамика численности
| - 1806 год — 93 чел. - 1864 год — 51 чел. - 1889 год — 95 чел. - 1892 год — 39 чел. - 1900 год — 131 чел. - 1915 год — 14/24 чел. - 1926 год — 66 чел. | - 1939 год — 83 чел. - 1974 год — 2503 чел. - 1989 год — 2025 чел. - 2001 год — 2060 чел. - 2009 год — 2048 чел. - 2014 год — 1707 чел. |

## Современное состояние
На 2016 год в Медведево числится 14 улиц и 5 проездов; на 2009 год, по данным сельсовета, село занимало площадь 177 гектаров, на которой в 812 дворах проживало 2048 человек. В Медведево действуют общеобразовательная средняя школа, детский сад «Теремок», музыкальная школа, библиотека-филиал № 5, мечеть «Табылды-Ас джамиси», отделение почты, амбулатория общей практики семейной медицины, аптека № 157, православная церковь святителя Кирилла, епископа Туровского, мечеть Табулды-Ас джамиси. Село связано автобусным сообщением с райцентром, Евпаторией, Симферополем и соседними населёнными пунктами.

## География
Медведево — село на юго-востоке района, в степном Крыму, высота центра села над уровнем моря — 33 м. Ближайшее село — Знаменское в 7,5 км на запад. Райцентр Черноморское — примерно в 29 километрах (по шоссе), ближайшая железнодорожная станция — Евпатория — около 56 километров. Транспортное сообщение осуществляется по региональной автодороге 35Н-602 Далёкое — Знаменское от шоссе Черноморское — Евпатория (по украинской классификации — С-0-11701).

## История
Первое документальное упоминание села встречается в Камеральном Описании Крыма… 1784 года, судя по которому, в последний период Крымского ханства Тапыхди входил в Тарханский кадылык Козловскаго каймаканства.
После присоединения Крыма к России (8) 19 апреля 1783 года, (8) 19 февраля 1784 года, именным указом Екатерины II сенату, на территории бывшего Крымского ханства была образована Таврическая область и деревня была приписана к Евпаторийскому уезду. После павловских реформ, с 1796 по 1802 год входила в Акмечетский уезд Новороссийской губернии. По новому административному делению, после создания 8 (20) октября 1802 года Таврической губернии, Табулды-Асс был включён в состав Яшпетской волости Евпаторийского уезда.
По Ведомости о волостях и селениях, в Евпаторийском уезде… от 19 апреля 1806 года, в деревне Табулдас числилось 13 дворов, 86 крымских татар, 5 цыган и 2 ясыров. На военно-топографической карте генерал-майора Мухина 1817 года деревня Таболду обозначена с 18 дворами. После реформы волостного деления 1829 года Табулдас, согласно «Ведомости о казённых волостях Таврической губернии 1829 года», остался в составе Яшпетской волости. На карте 1836 года в деревне 23 дворов, как и на карте 1842 года.
В 1860-х годах, после земской реформы Александра II, деревню приписали к Курман-Аджинской волости. В «Списке населённых мест Таврической губернии по сведениям 1864 года», составленном по результатам VIII ревизии 1864 года, Табулды-Асс — владельческая татарская деревня, с 10 дворами, 51 жителем и мечетью при колодцах. По обследованиям профессора А. Н. Козловского 1867 года, вода в колодцах деревни была солоноватая, а их глубина колебалась от 1 до 5 саженей (от 2 до 10 м). Согласно «Памятной книжке Таврической губернии за 1867 год», деревня Табулды Асс была покинута, в результате эмиграции крымских татар, особенно массовой после Крымской войны 1853—1856 годов, в Турцию и стояла без новых поселенцев. На трехверстовой карте Шуберта 1865—1876 года в деревне Табулды-Асс обозначено 10 дворов. Согласно изданной в 1886 году «Справочной книжке о приходах и храмах Таврической епархии…» епископа Гермогена, в деревне Табулды-асс проживало смешанное русско-татарское население.
В «Памятной книге Таврической губернии 1889 года», по результатам Х ревизии 1887 года, в деревне Табулды-Асс числилось 18 дворов и 95 жителей. Согласно «…Памятной книжке Таврической губернии на 1892 год», в деревне Табулды-Асс, входившей в Киркулачский участок, было 39 жителей в 7 домохозяйствах.
Земская реформа 1890-х годов в Евпаторийском уезде прошла позже остальных, в результате Табулды-Асс приписали к Кунанской волости.
По «…Памятной книжке Таврической губернии на 1900 год» в деревне числился 131 житель в 23 дворах. По Статистическому справочнику Таврической губернии. Ч.II-я. Статистический очерк, выпуск пятый Евпаторийский уезд, 1915 год, в деревне Асс-Табулды Кунанской волости Евпаторийского уезда числилось 10 дворов (1 двор с землёй, 9 — безземельные) с русским населением в количестве 14 человек приписных жителей и 24 — «посторонних», из которых 31 мужчина и 31 женщина. Жители владели 300 десятинами удобной земли. В хозяйствах имелось 27 лошадей, 40 волов, 8 коров и 600 голов мелкого скота.
После установления в Крыму Советской власти, по постановлению Крымревкома от 8 января 1921 года № 206 «Об изменении административных границ» была упразднена волостная система и образован Евпаторийский уезд, в котором создан Ак-Мечетский район и село вошло в его состав, а в 1922 году уезды получили название округов. 11 октября 1923 года, согласно постановлению ВЦИК, в административное деление Крымской АССР были внесены изменения, в результате которых округа были отменены, Ак-Мечетский район упразднён и село вошло в состав Евпаторийского района. Согласно Списку населённых пунктов Крымской АССР по Всесоюзной переписи 17 декабря 1926 года, в селе Табулды-Асс, в составе упразднённого к 1940 году Сабанчинского сельсовета Евпаторийского района, числилось 15 дворов, все крестьянские, население составляло 66 человек, все украинцы. Согласно постановлению КрымЦИКа от 30 октября 1930 года «О реорганизации сети районов Крымской АССР», был восстановлен Ак-Мечетский район (по другим данным 15 сентября 1931 года) и село вновь включили в его состав. По данным всесоюзной переписи населения 1939 года в селе проживало 83 человека.
В годы Великой Отечественной войны на фронтах сражались многие жители села Табулды Асс. Некоторые из них пали смертью храбрых, 86 участников награждены орденами и медалями. В их честь в 1967 году в центре села установлен памятный знак, заменён на современный в 1990 году. В 1967 году также был установлен памятный знак в честь воинов-односельчан, погибших в гражданской войне. Постановлением Совета министров Республики Крым № 627 от 20 декабря 2016 года оба памятника отнесены к категории объектов культурно-исторического наследия России регионального значения.

С 25 июня 1946 года Табулды-Асс в составе Крымской области РСФСР. Село было 2-м отделением совхоза «Каракуль». Указом Президиума Верховного Совета РСФСР от 18 мая 1948 года, Табулды-Асс переименовали в Медведево. С 1964 года — центр сельсовета. 26 апреля 1954 года Крымская область была передана из состава РСФСР в состав УССР. С начала 1950-х годов, в ходе второй волны переселения (в свете постановления № ГОКО-6372с «О переселении колхозников в районы Крыма»), в Черноморский район приезжали переселенцы из различных областей Украины. Время включения в состав Новоивановского сельсовета пока не выяснено: на 15 июня 1960 года село уже числилось в его составе. В 1963 году в селе основан специализированный виноградарский совхоз «Прибрежный» (с 1992 года — агрофирма «Прибрежная»). К 1 января 1977 года создан Медведевский сельсовет. По данным переписи 1989 года в селе проживало 2025 человек. С 12 февраля 1991 года село в восстановленной Крымской АССР, 26 февраля 1992 года переименованной в Автономную Республику Крым. С 21 марта 2014 года в составе Крыма аннексировано Россией.